# Betznau
Betznau ist ein Ortsteil der Gemeinde Kressbronn am Bodensee im baden-württembergischen Bodenseekreis in Deutschland.

## Lage
Der Ortsteil Betznau liegt im Südosten des Bodenseekreises, rund zwei Kilometer westlich der Kressbronner Ortsmitte auf einer Terrasse des erweiterten Argentals auf einer Höhe von 425 m ü. NHN zwischen den anderen Ortsteilen Berg, Gießen, Linderhof, Kalkähren sowie der Argen. Am östlichen Ortsrand steigt das Gelände über die Betzhofer Halde (440 m ü. NHN) bis zu den Drumlins Ettenberg, Lehensburg  und Mühlenberg (503 m ü. NHN) stufenförmig an.
Zu Betznau gehören die Flurstücke Bachtobel, Betznau, Brühl, Kornwinkel, Oberer Rain, Rain, Schinderloch, Stauden und Untere Au.
Der vom Schleinsee über Nitzenweiler und durch das Brühl kommende Betznauer Bach fließt unterhalb der Betzhofer Halde in und durch das Dorf. Anfang der 1990er Jahre wurde das Bachbett im Zuge der Dorfsanierung teilweise wieder freigelegt.

## Geschichte

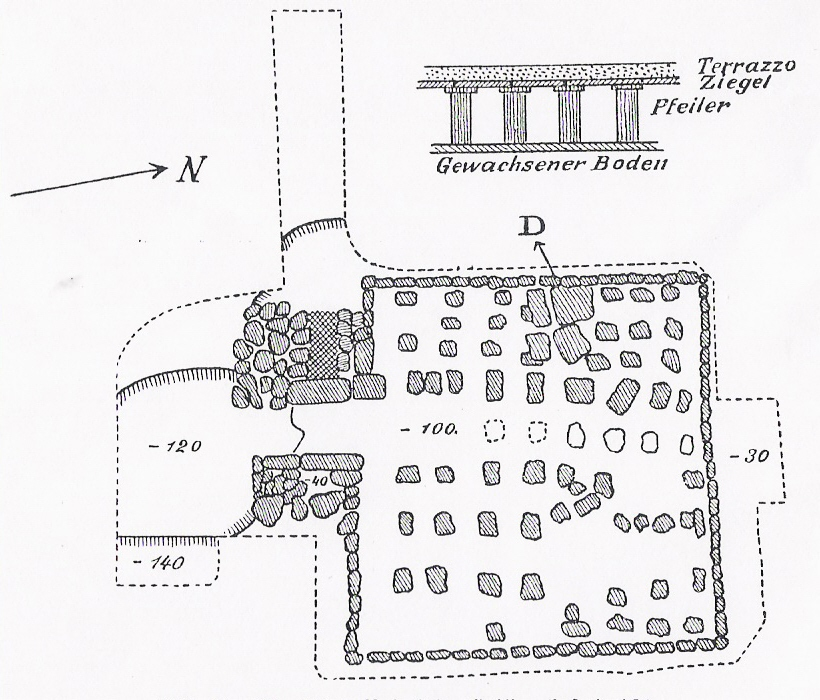
Römisches Bad bei Betznau

Auf der Lenensburg nördlich von Betznau gab es schon zur Hallstattzeit eine Höhensiedlung – der früheste Beweis für menschliche Besiedlung in dem Gebiet. Die Burg selbst geht auf die spätmerowingisch-karolingische Zeit zurück und dürfte identisch mit der 769 erwähnten Entinesburg sein.
Anfang des 20. Jahrhunderts legt der Prähistoriker Gerhard Bersu bei Betznau eine Römische Badruine frei.
Ein Herr namens Patacho wird als Gründer Betznaus vermutet, ab 805 wird dieser Name in den Urkunden des Argengaus wiederholt genannt. Betznau könnte also jenes Pacenhoven gewesen sein, das als Ausstellungsort einer Urkunde im Jahr 905/906 erstmals erwähnt wurde.
1112 wird eine Grafschaft Betznau, die wahrscheinlich den Mittelpunkt des Argengaus bildete und als Dingstätte desselben große Bedeutung hatte, erwähnt. Die Flurbezeichnung „Waibelhub“ deutet noch heute auf diesen ehemaligen Gerichtsplatz hin.
Nach der Übernahme dieser Funktion durch Tettnang fällt das Gebiet Ende des 12. Jahrhunderts an den Grafen Hugo von Montfort. 1268 folgt eine weitere Erwähnung: das Stift St. Johann zu Konstanz erwirbt einen Hof mit Obstbäumen in Bazenon. 1309 hinterlässt Hugo III. seinem Sohn und seinem Neffen neben anderen Ländereien auch Leute und Güter zu Betznau. Die Grafen von Montfort besitzen 1371 unter anderem acht Höfe in Betznau. Im Jahr 1515 wird Betznau erstmals als dem Amt Hemigkofen und der Pfarrkirche St. Gallus in Gattnau zugehörig genannt.
Bis 1934 gehört Betznau zur Schultheißerei Hemigkofen, die dann mit Nonnenbach zur Gemeinde Kressbronn vereinigt wird.

### Einwohnerentwicklung
In der 1515 erschienenen Beschreibung der Herrschaft Tettnang wird für Betznau erstmals eine Größe von 39 Häusern angegeben; das entspricht einer Einwohnerzahl von rund 200. In einer im Jahr 1789 von Österreich durchgeführten Bestandsaufnahme des K.K.-Oberamts Tettnang sind 44 Häuser mit 47 Familien bzw. 218 Einwohnern erfasst. Heute, Stand Jan. 2011, ist Betznau mit 284 Einwohnern nach Retterschen der zweitgrößte Ortsteil der Gemeinde Kressbronn.
| Jahr      | 1515 | 1789 | 1825 | 1838 | 1907 | 1910 | 1973 | 1994 | 2011 |
| --------- | ---- | ---- | ---- | ---- | ---- | ---- | ---- | ---- | ---- |
| Einwohner | ≈200 | 218  | ≈250 | 274  | 165  | 182  | 240  | 258  | 284  |

## Kultur

### Sehenswürdigkeiten
In Betznau und Umgebung stehen die ehemalige Wehranlage Lehensburg, der ehemalige Gasthof „Zum Hirschen“ (Haupthaus um 1700), das „Backhaus“ von 1841 und der im Sebastiansweg stehende Bildstock mit der Heiligen Dreifaltigkeit (Ende des 17. Jahrhunderts) unter Denkmalschutz. Des Weiteren gibt es eine Liste von vierzehn Gebäuden, die das historische Ortsbild Betznaus auf besondere Weise prägen: Bauernhäuser, Wohnhäuser, Gasthaus, Gerhöft und Schulhaus.

#### Sebastianskapelle

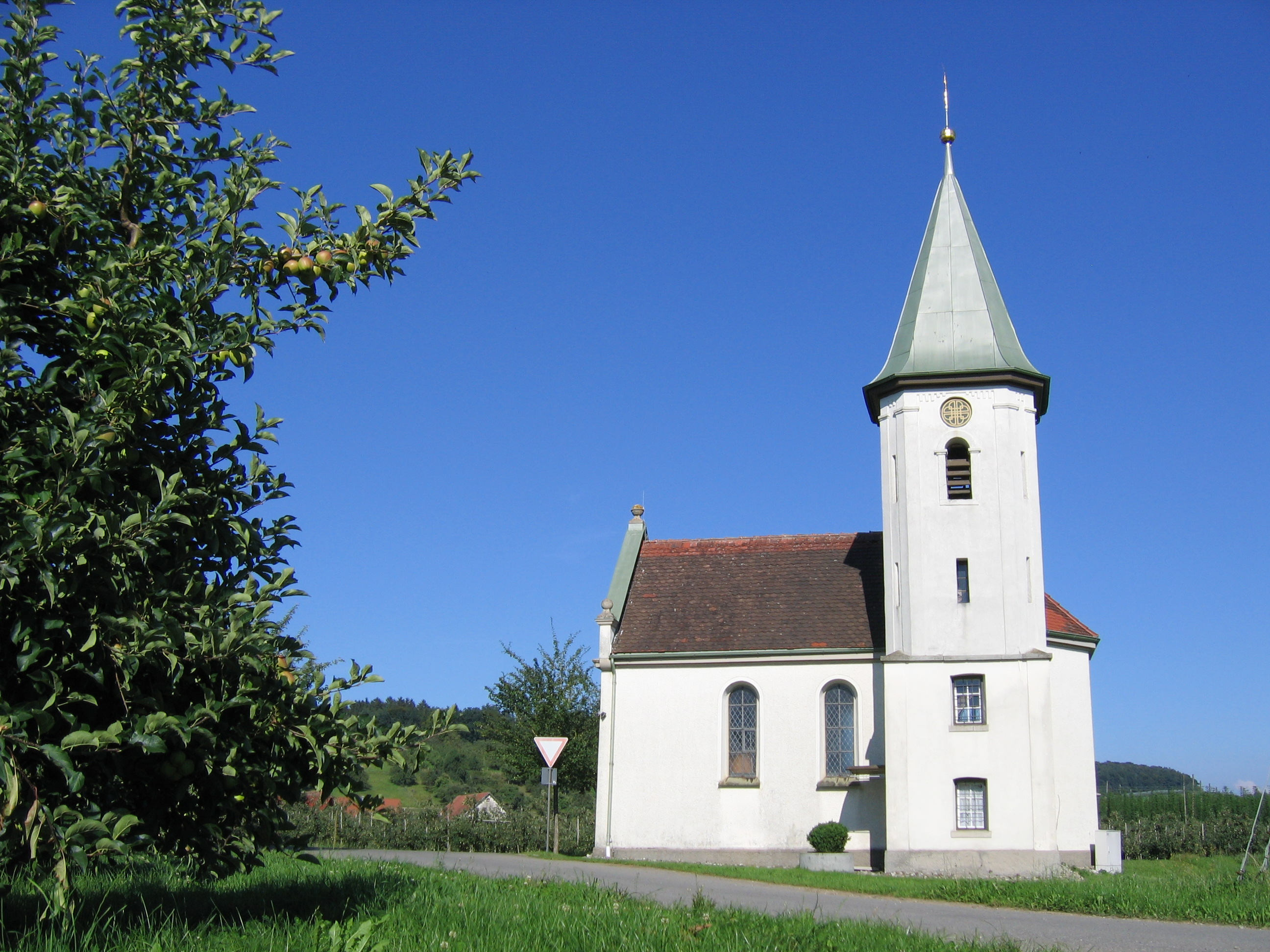
Kapelle zum Hl. Sebastian

Direkt an der alten Landstraße von Lindau nach Tettnang steht bei Linderhof die im Jahr 1600 vom Grafen Johann III. von Montfort gestiftete Sebastianskapelle. Die über dem Eingangsportal angebrachte Jahreszahl 1696 weist auf den Zeitpunkt einer Renovierung bzw. Erweiterung (Turmanbau) hin.
Die Ausstattung des einschiffigen Rechteckbaus mit einem eingezogenen, dreiseitig geschlossenen Chor fällt eher schlicht aus. Vielleicht deshalb, weil die Kapelle immer wieder von Kunsträubern heimgesucht wurde. Ein Blickfang sind das Deckengemälde mit der heiligen Familie (H. Siebenrock, 1906) und das Glasfensterbild in der Chormitte.
Oben im Turm läuten zweierlei Glocken: Die Wetterglocke ist der Heiligen Dreifaltigkeit, die andere – sie wurde 1617 gegossen – den beiden Heiligen Sebastian (= der Erhabene) und Philippus geweiht.
Großen Zulauf hat die heilige Messe naturgemäß am Sebastianstag (20. Januar).

### Brauchtum
Schon vor vielen Jahrhunderten wurde in Betznau Wein angebaut. Die örtliche, 1994 gegründete Narrenzunft nahm sich den Rebbau zum Thema und entwarf die Figur des Rebweibs. Mit den Rebweibern soll verdeutlicht werden, welche harte, mühevolle Handarbeit erledigt werden musste, ehe der Wein im Fass seiner Reife entgegenging. Der Narrenruf der Rebweiber lautet „Rebweib - Rätsch!“